# 파톨리

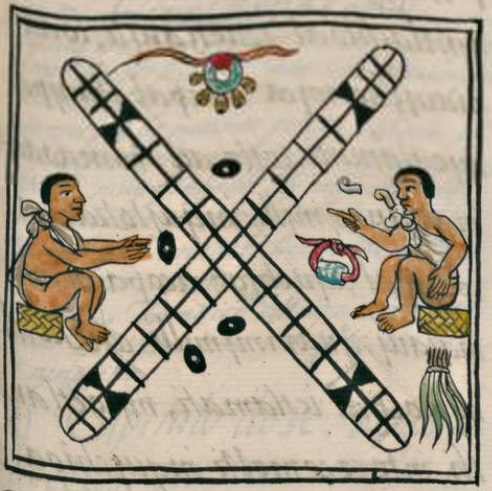
베르나디노 데 사아군에서 묘사된 파톨리

파톨리(patolli, 나우아틀어: [paˈtoːlːi], patole, 스페인어: [paˈtole])은 미국에서 가장 오래된 게임 중 하나이다. 평민과 귀족 모두가 즐기는 전략과 행운의 게임이었다. 콩키스타도르들은 모테쿠소마 쇼코요친이 종종 그의 귀족들이 법정에서 게임을 하는 것을 지켜보는 것을 즐겼다고 보고했다.

## 게임플레이
파톨리의 목적은 특별히 표시된 사각형으로 구성된 보드 끝으로 6개의 게임 조각을 이동하는 것이다. 라운드를 완료하려면 플레이어는 다른 플레이어보다 먼저 시작 대기열에서 게임 보드의 끝 사각형까지 게임 마커 6개를 모두 가져와야 한다. 게임의 궁극적인 목표는 플레이어가 상대방의 보물을 모두 획득하는 것이다. 이를 위해 플레이어는 게임을 두 번 이상 플레이해야 할 수도 있다.

## 같이 보기
- 풀룩